# کرکوج
کرکوج (به عربی: کرکوج) یک منطقهٔ مسکونی در سودان است که در سنار واقع شده‌است.